# 立山KINGS
立山KINGS（たてやまキングス）は、富山県中新川郡立山町芦峅寺31に所在するスポーツ施設である。

## 概要
1972年開設、1983年町営化されるも、利用者減のため2003年 - 2004年シーズン（2004年3月）を以て廃止された芦峅寺スキー場の跡地にて2013年9月28日にオープンした、スノーボードやスキーのエアーを練習できる北陸最大級の施設である。開業当時の名称は『富山キングス』であった。冬季（12月 - 3月）は休業する。
雪が無いオフシーズンにもジャンプの練習が可能である。ゲレンデ跡には大きさの違う3つのジャンプ台が整備されている。

## 施設
出典→
- スモールキッカー
- ホークキッカー
- ミドルキッカー
- BANGER
- ジブソーン
- フリーランゾーン
- グラビティ―レーン
- クロスコース
- スケートゾーン
- オートキャンプサイト
- BBQスペース
- タテヤマキングスカフェ（喫茶店）
- 宿泊スペース